# جراد المياه العذبة

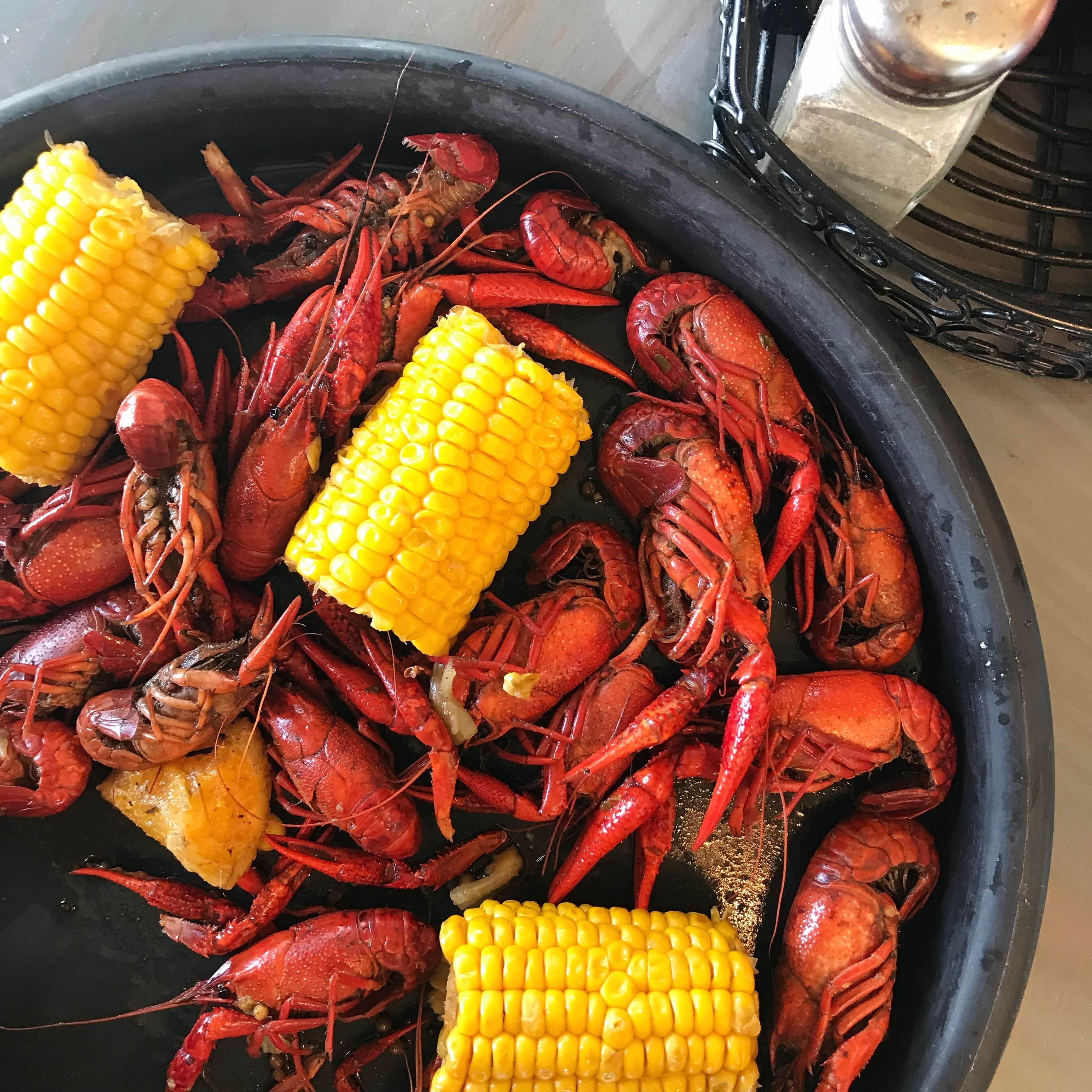
المكسيك جراد البحر على غرار

جراد المياه العذبة أو كركند الماء العذب أو كركند نهري أو سلطعون نهري أو سلطعون الماء العذب أو جراد البحر  أو سرطان (الاسم العلمي Crayfish)، حيوانات مائية من القشريات عشاريات الأرجل. تعيش في المياه العذبة والجداول والمستنقعات وحقول الأرز. تتغذى على الحيوانات والنباتات، إما حية أو متحللة، والحتات.